# Программируемый операционный усилитель
Программируемый операционный усилитель — операционный усилитель (ОУ), все внутренние токи покоя которого задаются при помощи внешнего тока, подаваемого на специальный вывод ОУ. Другими словами, внешний ток «программирует» значение потребляемого операционным усилителем тока.

## Назначение
Программирование нужно для того, чтобы достичь оптимальных для данной схемы параметров ОУ по быстродействию и потребляемому току. Выбор значения тока покоя — это достижение компромисса между экономичностью и быстродействием:
- При малых токах покоя ОУ потребляет малый ток на собственное питание, однако быстродействие ОУ (скорость нарастания выходного напряжения и произведение коэффициента усиления на ширину полосы пропускания) при этом низкое.
- При больших токах покоя достигается хорошее быстродействие, однако возрастает потребляемый ток.

## Управление током покоя
Управление током покоя ОУ производится через специальный вывод. В зависимости от типа ОУ используется один из методов:
- Потребляемый ток в заданное число раз превышает ток, подаваемый на управляющий вывод. Управляющий ток подается путём подключения высокоомного резистора между положительной шиной питания и управляющим выводом. Например, для CA3078  при управляющем токе 2 мкА потребляемый ток имеет значение 20 мкА. При изменении напряжения питания управляющий ток, а следовательно и потребляемый, будут меняться.
- Потребляемый ток выбирается из нескольких предопределенных вариантов. Например, для ОУ TLC251  потребляемый ток может быть установлен на уровне 10 мкА, 150 мкА или 1 мА[1]. Достоинство такого метода в том, что установленный ток слабо зависит от напряжения питания.

## Использование программируемых ОУ в схемотехнике
Программируемые ОУ применяются в электронных схемах, к которым предъявляются жесткие ограничения по потребляемому току, например, схемы с питанием от гальванических элементов, аккумуляторов, солнечных батарей, а также с паразитным питанием.